# きみとピコピコ
『きみとピコピコ』は、ゆずチリによる日本の漫画作品。2020年7月25日に読み切り作品として掲載され、反響を呼び連載化。2021年3月28日から2023年5月14日まで『マガジンポケット』で連載された。
本作品はクロックタワー、オホーツクに消ゆといった実在のゲームが実際の名称で登場するほか、ファミコン、メガドライブ等の実在のゲーム機も作中に登場する。

## あらすじ
娯楽高校に入学した太田太一はある日、テレビゲーム部という部活の存在を知る。ゲーム好きな太田は入部しようとさっそくドアを開けるがそこにはファミコンのゲームをする同じ1年生の鬼咲アゲハがいた。ゲームを一区切り終えたところで2人は自己紹介をする。
後日部長の男木竜二、2年生の部員、倉屋敷鶴とも対面し、4人で夏休みを利用したゲーム合宿、オンラインゲームでの交流等様々な活動を行う。
夏休みを終え、2学期となったある日、部活動調査委員の星空愛がゲーム部にやってくる。幼いころからゲームを禁止されて育った愛はゲームは危険だと言い、ゲーム部を廃部にすると言いだす。太田は愛にゲームをしてみるよう説得し、愛もその説得に応じ、ゲームをすることとなる。人生で初めてゲームをプレイした愛はこれまで感じたことのない快感を覚え、困惑した愛はとっさに部室を去り、廃部の話もなくなった。
文化祭の時期が訪れ、ゲーム部はこれまで特に出し物等はしていなかったが、アゲハやゲーム部の様子を見に来ていた愛の提案で出し物をすることとなる。部員達がそれぞれの役割を任されるなか、太田はRPGツクールでオリジナルのゲームを作ることとなった。苦戦する太田だったが、なんとかゲームを完成させ、文化祭を無事に終えた。
文化祭が終了したある日、男木と鶴は文化祭の花火を機に付き合うこととなった。付き合うことになった2人を見ていた太田とアゲハだったが、そんな2人にもどこか心に引っかかるものがあった。
一方、日に日にゲーム部を訪れる頻度の増えていた愛は正式に部員として認めてもらうため、太田に部員にして欲しいと頼み、太田達ゲーム部の部員は暖かく迎えるのであった。
終業式を終え、冬休みに入るところで太田はある決断をする。そして年が明けた正月、太田はアゲハの家を訪れる。太田はアゲハにゲームのカセットをいくつか見せる。それらは全てムリゲーとされているゲームで太田はアゲハに告白するために攻略を見たり何度もコンティニューする等してゲームを全てクリアしてきたと言う。続けて太田はアゲハに告白し、アゲハも承諾しかけたがそこへアゲハの父親がやってきて急遽皆の見てる前でゲームをすることとなる。太田は試されていると察知し、数あるゲームのなかからアトランチスの謎を選ぶ。太田はこれまでの経験を生かし、難所を次々乗り越え、ゲームをクリアすることに成功。2人は晴れて付き合うこととなった。
時は新年度を迎え、男木は大学へと進学。太田達4人は次の学年へと進級した。そこには当初よりも距離の縮まった4人がゲーム部としてゲームで盛り上がる風景があった。時間が経ち、鶴、愛が退室し、2人きりとなった太田とアゲハ。親密な関係となった2人はゲーム対戦で盛り上がるのであった。

## 登場人物
太田 太一（おおた たいち）
1年生。
ゲーム好きで、テレビゲーム部の存在を知り、入部する。作中でアゲハ、鶴、男木達と様々なゲームをすることとなる。アゲハからは「オタくん」と呼ばれる。最終話では進級して2年生となっている。
鬼咲 アゲハ（おにさき アゲハ）
1年生。
ノートに攻略を書いたお手製の攻略本を作成する、電子辞書にカモフラージュしたDSライトを学校に持ち込んで遊ぶ等かなりのゲーム好き。性格も明るく、初対面で太田ともまだ自己紹介をしてなかった段階でもフレンドリーに接している。家は建設会社で、従業員達からは「お嬢」と呼ばれている。最終話では進級して2年生となっている。
倉屋敷 鶴（くらやしき つる）
2年生。
ゲームの腕前はかなりの物で子供の頃はそれゆえに友達が鶴のプレイについていけず、鶴もそれを気にして対人プレイはしなくなっていた。娯楽高校に入学してゲーム部で過ごしていたある日、男木と対人プレイをする機会があり男木に圧勝するが男木はプレイを止めずに鶴と何度でもプレイをし、鶴も打ち解けていった。男木に好意を寄せていたが、50話から付き合っている。最終話では進級して3年生となっており、プレイ動画をインターネットに投稿して収入を得ている様子が描かれている。
男木 竜二（おとこぎ りゅうじ）
3年生。
ゲーム部部長。モデルガンを改造してガンコントローラーを自作する、文化祭のためにアーマード・コア専用のオリジナルコントローラーを作る等、高い技術力を持つ。鶴の好意には当初は全く気付いていなかったが、50話から付き合うこととなる。最終話では進学して大学生となっており、ゲーム製作サークルに入っている。
星空 愛（ほしぞら あい）
1年生。
娯楽高校の部活は申請すればほぼ通るシステムのため、ゲーム部の他にドミノ部、羽子板部等といった部活もある。そして部活動としての活動がきちんと行われているかを確認するのが部活動調査委員で委員の1人としてゲーム部を訪れる。祖母にゲームを禁止されて育ったためゲームをプレイした経験はそれまで1度もなく、初めてゲーム部を訪れた際もゲームの箱やゲームのディスクをゲームソフトと認識することができなかった。ゲームを危険な物とし、ゲーム部を廃部にしようとしていたが、部室にいた太田にゲームをしてみるよう説得され、人生で初めてゲームをプレイすることとなる。それまで体感したことのない快感に困惑し、とっさに部室を出ていった。その後、初めてゲームをしたのを機に徐々にゲームにハマっていき、廃部目的ではなく自ら進んでゲーム部を訪れるようになっていた。51話で正式に部員として認めてもらうため太田に部員にして欲しいと頼み、太田達から暖かく迎えいれられた。最終話では進級して2年生となっており、ゲーム部の新たな部員を勧誘している。

## 書誌情報
- ゆずチリ 『きみとピコピコ』 講談社〈KCデラックス〉、全5巻
  1. 2021年8月6日発売[33]、ISBN 978-4-06-524489-0
  2. 2022年1月7日発売[34]、ISBN 978-4-06-526595-6
  3. 2022年7月7日発売[35]、ISBN 978-4-06-528302-8
  4. 2022年12月9日発売[36]、ISBN 978-4-06-529944-9
  5. 2023年6月8日発売[37]、ISBN 978-4-06-531881-2